# Noshak
Der Noshak (oder auch Noshaq; persisch نوشاخ; paschtunisch نوشک) ist nach dem Tirich Mir der zweithöchste Gipfel des Hindukusch-Gebirges. Er liegt auf der Grenze von Afghanistan zu Pakistan, zwischen dem Wakhankorridor und dem Chitral-Tal. Der Noshak ist der höchste Gipfel Afghanistans.

## Besteigungsgeschichte
Die Erstbesteigung gelang am 17. August 1960 Toshiaki Sakai und Goro Iwatsuboa, Mitglieder einer japanischen Expedition. Der damalige Anstieg verlief von Südosten über den Qadzi-Deh-Gletscher. 10 Tage später, am 27. August 1960, erreichte eine polnische Expedition den Gipfel. Die heutige Normalroute führt jedoch durch das in Afghanistan gelegene Noshak-Tal von Westen her auf den Gipfel.
1970 befuhr die Tiroler Hindukusch-Ski-Expedition des Akademischen Alpenklubs Innsbruck den Noshak erstmals mit Skiern. Zu den Expeditionsmitgliedern gehörten Roland Schulz, Hans-Jörg Moser, Uli Schwabe, Karl Gabl, Gerd Gantner, Jörg Schmidl sowie Gerhard Markl. Fünf der Expeditionsteilnehmer erreichten den Gipfel. Nur Jörg Schmidl (wegen einer starken Hirnhautentzündung) und Gerd Gantner (wegen Höhenkrankheit in 6900 m) mussten vorzeitig aufgeben. Die Expedition stellte zu diesem Zeitpunkt einen neuen Höhenrekord auf Skiern auf.
Die erste Besteigung durch Afghanen war im Juli 2009, im August 2018 erreichte Hanifa Yousoufi als erste afghanische Frau den Gipfel.